# Tanjung Batu Kota
Tanjung Batu Kota is een bestuurslaag in het regentschap Karimun van de provincie Riau-archipel, Indonesië. Tanjung Batu Kota telt 14.787 inwoners (volkstelling 2010).